# Death from the Skies
Death from the Skies!: These Are the Ways the World Will End... är en bok av den amerikanska astronomen Philip Plait. Boken släpptes 2008 och täcker olika astronomiska händelser genom vilka människorasen kan utrotas. Den täcker åtskilliga typer av katastrofer, som asteroidnedslag, supernovaexplosioner, soleruptioner och gammablixtar. Plait förklarar vetenskapen bakom varje typ av katastrof, och går igenom oddsen för att vi råkar ut för dem. 
Boken har fått positiva recensioner av bland andra astrofysikern Neil deGrasse Tyson, neurovetenskapsmannen Simon LeVay, författaren Daniel H. Wilson och Adam Savage från Mythbusters.